# Unterseeboot 997
L'Unterseeboot 997 ou U-997 est un sous-marin allemand (U-Boot) de type VIIC/41 utilisé par la Kriegsmarine pendant la Seconde Guerre mondiale.
Le sous-marin est commandé le 14 octobre 1941 à Hambourg (Blohm + Voss), sa quille posée le 7 décembre 1942, il est lancé le 18 août 1943 et mis en service le 23 septembre 1943, sous le commandement de l'Oberleutnant zur See Hans Lehmann.
Il capitule à Narvik en mai 1945 et est sabordé en décembre 1945. 

## Conception
Unterseeboot type VII, l'U-997 avait un déplacement de 769 tonnes en surface et 871 tonnes en plongée. Il avait une longueur hors-tout de 67,10 m, un maître-bau de 6,20 m, une hauteur de 9,60 m et un tirant d'eau de 4,74 m. Le sous-marin était propulsé par deux hélices de 1,23 m, deux moteurs diesel Germaniawerft M6V 40/46 de 6 cylindres en ligne de 1 400 cv à 470 tr/min, produisant un total de 2 060 à 2 350 kW en surface et de deux moteurs électriques Brown, Boveri & Cie GG UB 720/8 de 375 cv à 295 tr/min, produisant un total 550 kW, en plongée. Le sous-marin avait une vitesse en surface de 17,7 nœuds (32,8 km/h) et une vitesse de 7,6 nœuds (14,1 km/h) en plongée. Immergé, il avait un rayon d'action de 80 milles marins (150 km) à 4 nœuds (7,4 km/h; 4,6 milles par heure) et pouvait atteindre une profondeur de 230 m. En surface son rayon d'action était de 8 500 milles nautiques (soit 15 700 km) à 10 nœuds (19 km/h).
L'U-997 était équipé de cinq tubes lance-torpilles de 53,3 cm (quatre montés à l'avant et un à l'arrière) et embarquait quatorze torpilles. Il était équipé d'un canon de 8,8 cm SK C/35 (220 coups), d'un canon antiaérien de 20 mm Flak et d'un canon 37 mm Flak M/42 qui tire à 15 350 mètres avec une cadence théorique de 50 coups par minute. Il pouvait transporter 26 mines TMA ou 39 mines TMB. Son équipage comprenait 4 officiers et 40 à 56 sous-mariniers.

## Capteurs

### Appareils d'écoute sous-marin

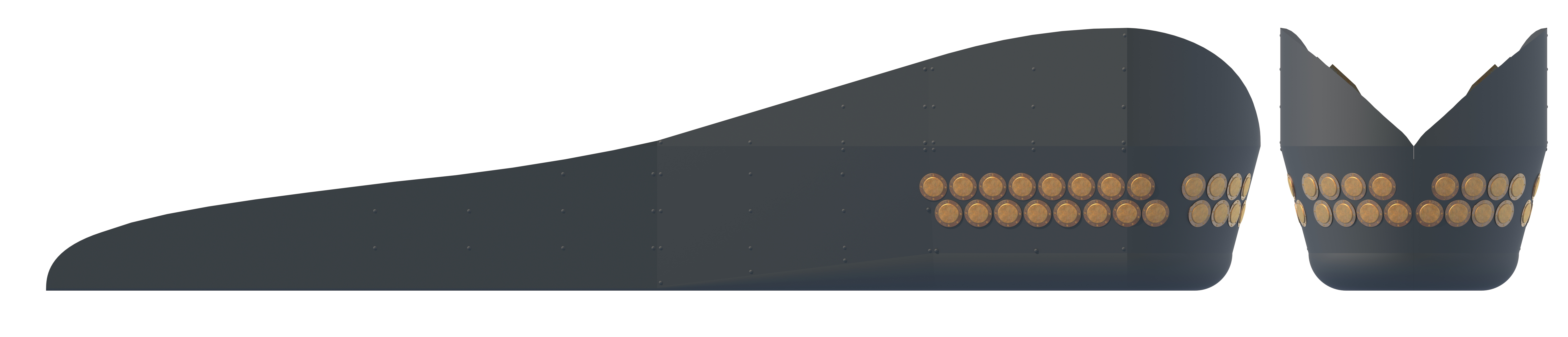
Vue d'un Balcongerät équipé sur le type VIIC.

L'U-997 est l'un des dix U-Boot de type VII équipé d'un Balkongerät (littéralement Appareil -ou équipement -de balcon). Le Balkongerät est utilisé par les sous-marins U-682, U-788, U-799, U-997, U-1021, U-1105, U-1172, U-1306, U-1307 et U-1308.
Ce système contenant 48 récepteurs sonores et se trouvant à l'avant de sa quille équipe tous les Type XXI et Type XXIII, ainsi que plusieurs Type IX et Type X. Le Balkongerät est une version améliorée du Gruppenhorchgerät (en) (GES). Le GES a 24 hydrophones et le Balkongerät le double, permettant aux sous-marins de pister les bâtiments de surface.
Le principe des hydrophones est simple. Deux paires de microphones sous-marins écoutent les bruits d'hélices des navires. En mesurant le temps nécessaire pour que le son arrive à chacun des microphones, le dispositif mesure par triangulation la distance entre le navire bruiteur et l'U-Boot. L'opérateur radio peut déterminer s'il s'agit d'un navire marchand ou de guerre, en fonction de sa vitesse de déplacement.
Avec une vitesse se propageant plus de quatre fois plus vite dans l'eau que dans l'air, les hydrophones captent des signaux de convois voyageant à plus de 100 kilomètres de distance.
Pour une efficacité maximale, l'U-Boot faisait surface  moteurs à l'arrêt pendant quelques minutes lors des écoutes, avec l'avantage supplémentaire de la discrétion.

## Historique
Il se trouve en temps d'entraînement à la 5. Unterseebootsflottille jusqu'au 30 avril 1944, il intègre son unité de combat dans la 9. Unterseebootsflottille, dans la 13. Unterseebootsflottille, puis dans la 14. Unterseebootsflottille à partir du 1er mars 1945.
Durant tout son service, l'U-997 navigue dans les eaux Arctiques (en mer de Barents et en mer de Norvège).
Le 5 novembre 1944, l'U-997 est attaqué et endommagé par un navire d'escorte. Il est contraint d'abandonner sa patrouille en raison des dommages subis.
Le 7 décembre 1944 à 10 h 10, l'U-997 torpille un navire de patrouille soviétique, au nord de l'île Kildine. Le navire se brise en deux et coule en quelques minutes, emportant vingt-trois des trente-six membres d'équipage.
Le 24 février 1945, un homme (le Bootsmaat Erich Sachse) est emporté par-dessus bord dans l'océan Arctique.
Le 21 avril 1945, l'U-997 est grenadé par un groupe de chasseur de sous-marin en mer de Barents. Son périscope endommagé le force à retourner à sa base.
Pendant sa route du retour, au matin du 22 avril 1945, l'U-997 attaque le convoi JW-65, au nord de la péninsule de Kola. Le navire norvégien Idefjord est touché du côté bâbord par une torpille. Un artilleur britannique est tué et l'équipage abandonne le navire dans les canots de sauvetage.
Huit minutes plus tard, il torpille et coule l'Onega, un navire soviétique jaugeant 1 603 tonneaux. Cinq membres d'équipage meurent dans l'attaque, trente-sept survivants sont secourus par les navires de patrouille soviétique BO-220 et BO-228.
Le 30 avril 1945, le submersible atteint Narvik achevant sa septième et dernière patrouille de guerre.
Les sous-marins allemands de la région de Narvik à la fin de la guerre sont tous déplacés le 12 mai vers Skjomenfjord sur ordre des Alliés pour éviter des conflits avec les Norvégiens. Le 15 mai, un convoi allemand de cinq navires (le Grille, le cargo-pétrolier de ravitaillement Kärnten, le navire de réparation Kamerun, les navires d’approvisionnement Huascaran et Stella Polaris) et quinze sous-marins (U-278, U-294, U-295, U-312, U-313, U-318, U-363, U-427, U-481, U-668, U-716, U-968, U-992, U-997 et U-1165) sont interceptés durant leur transfert vers Trondheim. Après y avoir fait relâche, les sous-marins sont conduits par le 9e groupe d'escorte à Loch Eriboll, en Écosse où ils arrivent le 19 mai. Ils se rendent soit à Loch Ryan soit à Lisahally en vue de leur destruction. Dans le cadre de l’opération Deadlight, l'U-997 est coulé le 11 décembre 1945 (ou le 13 décembre selon une autre source) à la position 55° 50′ N, 10° 05′ O, par des roquettes du Mosquito du No. 248 Squadron RAF.

## Affectations
- 5. Unterseebootsflottille du 23 septembre 1943 au 30 avril 1944 (Période de formation).
- 9. Unterseebootsflottille du 1er mai 1944 au 31 mai 1944 (Unité combattante).
- 13. Unterseebootsflottille du 1er juin 1944 au 1er mars 1945 (Unité combattante).
- 14. Unterseebootsflottille du 1er mars 1945 au 8 mai 1945 (Unité combattante).

## Commandement
- Oberleutnant zur See Hans Lehmann du 23 septembre 1944 au 9 mai 1945 (Croix de fer).

## Patrouilles
|       | Commandant         | Départ            | Départ          | Arrivée          | Arrivée          | Jours     | Succès  |
| ----- | ------------------ | ----------------- | --------------- | ---------------- | ---------------- | --------- | ------- |
|       | Oblt. Hans Lehmann | 25 avril 1944     | Kiel            | 29 avril 1944    | Egersund         | 5 jours   |         |
|       | Oblt. Hans Lehmann | 16 mai 1944       | Egersund        | 16 mai 1944      | Bergen           | 1 jour    |         |
|       | Oblt. Hans Lehmann | 18 mai 1944       | Bergen          | 22 mai 1944      | Bogenbucht       | 5 jours   |         |
| 1     | Oblt. Hans Lehmann | 25 mai 1944       | Bogenbucht (de) | 22 juin 1944     | Hammerfest       | 29 jours  |         |
|       | Oblt. Hans Lehmann | 18 juillet 1944   | Hammerfest      | 20 juillet 1944  | Hammerfest       | 3 jours   |         |
| 2     | Oblt. Hans Lehmann | 6 août 1944       | Hammerfest      | 2 septembre 1944 | Narvik           | 28 jours  |         |
| 3     | Oblt. Hans Lehmann | 13 septembre 1944 | Narvik          | 2 octobre 1944   | Bogenbucht       | 20 jours  |         |
|       | Oblt. Hans Lehmann | 8 octobre 1944    | Bogenbucht      | 10 octobre 1944  | Hammerfest       | 3 jours   |         |
| 4     | Oblt. Hans Lehmann | 14 octobre 1944   | Hammerfest      | 9 novembre 1944  | Narvik           | 27 jours  |         |
| 5     | Oblt. Hans Lehmann | 21 novembre 1944  | Narvik          | 26 décembre 1944 | Narvik           | 36 jours  | 105     |
|       | Oblt. Hans Lehmann | 27 décembre 1944  | Narvik          | 29 décembre 1944 | Trondheim        | 3 jours   |         |
|       | Oblt. Hans Lehmann | 22 février 1945   | Trondheim       | 26 février 1945  | Kilbotn          | 5 jours   |         |
|       | Oblt. Hans Lehmann | 7 mars 1945       | Kilbotn         | 8 mars 1945      | Kilbotn          | 2 jours   |         |
| 6     | Oblt. Hans Lehmann | 12 mars 1945      | Kilbotn         | 24 mars 1945     | Narvik           | 13 jours  |         |
| 7     | Oblt. Hans Lehmann | 17 avril 1945     | Narvik          | 30 avril 1945    | Narvik           | 14 jours  | 5 890   |
|       | Oblt. Hans Lehmann | 12 mai 1945       | Narvik          | 12 mai 1945      | Skjomenfjord     | 1 jours   |         |
|       | Oblt. Hans Lehmann | 15 mai 1945       | Skjomenfjord    | 19 mai 1945      | Loch Eriboll, UK | 5 jours   |         |
| Total | Total              | Total             | Total           | Total            | Total            | 200 jours | 5 995 t |

Note : Oblt. = Oberleutnant zur See

### OpérationsWolfpack
L'U-997 a opéré avec les Wolfpacks (meute de loups) durant sa carrière opérationnelle.
- Grimm (31 mai – 6 juin 1944)
- Trutz (17 août – 1er septembre 1944)
- Grimm (13 septembre – 1er octobre 1944)
- Regenschirm (14-16 octobre 1944)
- Panther (16 octobre – 8 novembre 1944)
- Stier (21 novembre – 25 décembre 1944)
- Hagen (15-21 mars 1945)

## Navires coulés
L'U-997 a coulé 1 navire marchand de 1 603 tonneaux, 1 navire de guerre de 105 tonneaux et a endommagé 1 navire marchand de 4 287 tonneaux au cours des 7 patrouilles (200 jours en mer) qu'il effectua.
| Date            | Nom      | Nationalité       | Tonnage | Convoi | Fait      | Localisation         |
| --------------- | -------- | ----------------- | ------- | ------ | --------- | -------------------- |
| 7 décembre 1944 | BO-229   | Marine soviétique | 105     | -      | Coulé     | 69° 28′ N, 34° 19′ E |
| 22 avril 1945   | Idefjord | Norvège           | 4 287   | PK-9   | Endommagé | 69° 40′ N, 33° 14′ E |
| 22 avril 1945   | Onega    | Union Soviétique  | 1 603   | PK-9   | Coulé     | 69° 40′ N, 33° 18′ E |